# كريطيات
كريطيات وأصلها قريطيات منطقة في جنوب مركز قضاء الزبير في غرب محافظة البصرة جنوب العراق، وهي مقاطعة رقمها 4، ومساحتها 26760 دونماً عراقياً، وأرضها زراعية، تُزرع فيها الطماطة.،
منطقة كريطيات عذبة الماء نقية الهواء جيدة التربة، تُحيط بها مقاطعة البرجسية الجنوبية رقم 6 شمالاً، ومقاطعة الصعيرية رقم 19 والنجمي الشرقي رقم 2 شرقاً، ومقاطعة النجمي الغربي رقم 26، ومقاطعة سلمى رقم 20 جنوباً، و مقاطعة النخيلة رقم 10 غرباً، وفي كريطيات مزارع يمرّ ببعضها أنبوب نفطي من محافظة ميسان إلى ميناء الفاو، فتسبب الأنبوب بإلغاء بعض مزارع كريطيات. وكان يكثر في كريطيات أشجار الأثل، وكانت منتزهاً لأهل الزبير، وكان الشيخ إبراهيم العبد الله الراشد أول من جرّب زراعة الفواكه في قصره في كريطيات مستعيناً بالمهندس الزراعي عمر العلي.